# (13463) Antiphos
(13463) Antiphos ist ein Asteroid aus der Gruppe der Jupiter-Trojaner. Damit werden Asteroiden bezeichnet, die auf den Lagrange-Punkten auf der Bahn des Jupiter um die Sonne laufen.
(13463) Antiphos wurde am 25. September 1973 von dem niederländischen Astronomenehepaar Cornelis Johannes van Houten und Ingrid van Houten-Groeneveld entdeckt. Die Entdeckung geschah im Rahmen der 2. Trojaner-Durchmusterung, bei der von Tom Gehrels mit dem 120-cm-Oschin-Schmidt-Teleskop des Palomar-Observatoriums (IAU-Code 675) aufgenommene Feldplatten an der Universität Leiden durchmustert wurden. Er ist dem Lagrangepunkt L4 zugeordnet.
Der Asteroid ist nach der mythologischen Figur des Antiphos benannt, einem Gefährten des Odysseus im Trojanischen Krieg, der nach der Landung auf dessen Insel vom Kyklopen Polyphem verzehrt wurde.